# Ambon (Frankrijk)
Ambon is een gemeente in het Franse departement Morbihan (regio Bretagne). De plaats maakt deel uit van het arrondissement Vannes. Ambon telde op 1 januari 2022 2.091 inwoners.

## Geografie
De oppervlakte van Ambon bedroeg op 1 januari 2022 38,04 vierkante kilometer; de bevolkingsdichtheid was toen 55 inwoners per km².

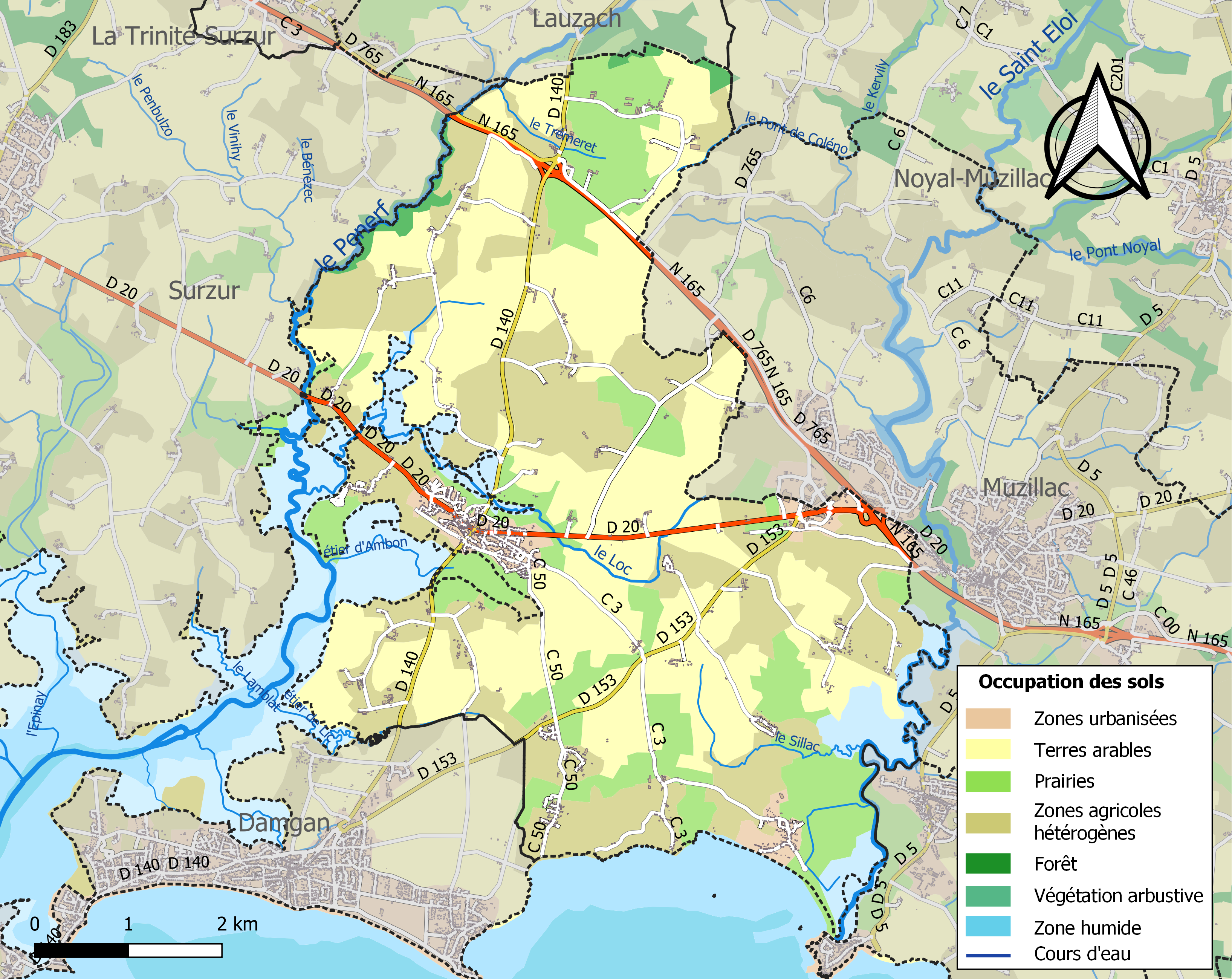
Kaart van de gemeente met de belangrijkste infrastructuur, bodemgebruik en omliggende gemeenten

## Demografie
Onderstaande figuur toont het verloop van het inwonertal (bron: INSEE-tellingen).